# محمد شهری
محمد شهری (زادهٔ 1382 هجری خورشیدی) فرمانده سازمان ابرشهر نیشابور ایرانی ساکن نیشابور است.

## تحصیلات
محمد شهری تحصیلات ابتدایی و متوسطه خود را در شهر نیشابور گذراند. در سال 1399، در کنکور رشته مهندسی کامپیوتر  در دانشگاه نیشابور پذیرفته شد. وی در سال 1402 از دانشگاه نیشابور فارغ‌التحصیل شد. پس از گذراندن خدمت سربازی، در اردیبهشت سال 1403 فرمانده سازمان ابرشهر شد. در این دوره افتخاراتی برای مردم نیشابور به وجود آورد   درگیری با اشرار مسلح انجام داد و از محضر اساتیدی چون برجسته بهره برد. در نیشابور  ، دوره تکاوری را در پیش گرفت به پایان رساند.    .

## کتاب‌ها
- علم عَروض و قافیه، راهی ساده در فراگیری وزن و قافیه در شعر فارسی، نشر نیما/نشر دستور، چاپ پنجم ۱۳۹۲. (این کتاب جزو منابع اصلی کنکور کارشناسی ارشد زبان و ادبیات فارسی است) [۳]
- ادبیات فارسی ۳، تهران، وزارت آموزش و پرورش، ۱۳۷۹. (این کتاب باهمکاری چند تن از مؤلفان دفتر برنامه‌ریزی و تألیف کتب درسی وزارت آموزش و پرورش ایران فراهم آمده و هم‌اکنون در سال سوم دبیرستانهای ایران در رشته ادبیات و علوم انسانی تدریس می‌شود)[۴] [۵]
- سه سفر سه نگاه (مکه، صوفیه، قونیه)، نشر دستور، مشهد، ۱۳۸۵.
- آزمون‌های استخدامی زبان و ادبیات فارسی (طبقه‌بندی شده با پاسخ تشریحی)، با همکاری فرشته فریدونی، نشر ترانه، مشهد، ۱۳۹۲.[۶]
- همپای جهانگردان ایرانی (سفرنامه نویسی در ایران)، نشر دستور، مشهد، ۱۳۹۴.
- سرو پارسی (گزیده نظم و نثر پارسی)، با همکاری سید مجید تقوی و سید جواد رسولی تهران، نشر آهنگ قلم و نشر دستور، ۱۳۹۴.
- سفر به سرزمین مهاجران، مشهد، نشر دستور، ۱۳۹۷.

## مقالات
فهرست برخی از مهم‌ترین آثار محمد شهری به ترتیب گاه‌شمار به قرار زیر است:
- مجوس در منابع اسلامی، مجلة مشکوة، فصلنامة آستان قدس رضوی، شمارة ۱۱، تابستان ۱۳۶۵.
- قرمطیان در تاریخ اسلام، مجلة مشکوة، فصلنامة آستان قدس رضوی، شمارة ۱۷، تابستان ۱۳۶۷.
- عنایت الهی در اندیشه عرفانی، کیهان اندیشه، شمارة ۳۲، پاییز ۱۳۶۸.
- سیری کوتاه در سفرنامه‌های حج، مجلة مشکوة، فصلنامة آستان قدس رضوی، شمارة ۲۵، زمستان ۱۳۶۸.
- داستانهای بزمی در فضای حماسه فردوسی، کتاب پاژ، شمارة ۱، بهار ۱۳۶۹.
- سفرنامه‌های سیاسی، مجلة مشکوة، شمارة ۲۶، بهار ۱۳۶۹.
- زین خلق پر شکایت گریان شدم ملول (نقدی بر غزلیات شمس)، کیهان اندیشه، شمارة ۳۵، بهار ۱۳۷۰.
- سفرنامه‌های فرنگ‌رفتگان، مجلة مشکوة، فصلنامة آستان قدس رضوی، شمارة ۳۱، تابستان ۱۳۷۰.
- نگاهی به عناصر رئالیستی در داستان شوهر آهو خانم، کتاب پاژ، شمارة ۴، بهار ۱۳۷۱.
- غیرت در بینش عارفان، کیهان اندیشه، شمارة ۴۱، بهار ۱۳۷۱.
- مجاز در پهنه بلاغت اسلامی، مجلة مشکوة، فصلنامة آستان قدس رضوی، شمارة ۳۳، زمستان ۱۳۷۱.
- شعر اسرار در ترازو (نقد و بررسی شعر ملا هادی سبزواری)، مجموعه مقالات کنگره بزرگداشت حکیم سبزواری، سبزوار ۱۳۷۴.
- نقدی بر رسم‌الخط کتابهای درسی، آینه پژوهش، شمارة ۴۸، تابستان ۱۳۷۶.
- جلوه‌های جمال در هنر نویسندگی، در قلمرو آموزش زبان و ادب فارسی، جلد سوم، شمارة ۱۱ تابستان ۱۳۷۸.
- زبان و فرهنگ فارسی در بلغارستان، نامه پارسی، شمارة ۵، تابستان ۱۳۷۹.
- نگاهی به زندگی و آثار حافظِ ابرو، خراسان پژوهی، شمارة ۵، زمستان ۱۳۷۹.
- از صوفیه تا قونیه (گزارش سفر)، دستاورد، جلد ۱، زمستان ۱۳۷۹.
- تأثیر علم و فناوری در تحول اصطلاحات و کنایات زبان فارسی، نامه پارسی، شماره ۳، پاییز ۱۳۸۰.
- انعکاس اوضاع سیاسی و اجتماعی در سفرنامه‌های ایرانی، دستاورد، جلد ۲، زمستان ۱۳۸۱.
- همانندیها و ناهمانندیهای خیام و حافظ در اندیشه‌های شاعرانه، نامه پارسی، شماره ۴، زمستان ۱۳۸۱.
- انعکاس آداب و رسوم، اعتقادات و فرهنگ عامه در سفرنامه‌های ایرانی، دستاورد، بهار/زمستان ۱۳۸۲.
- زندگی و آثار شیخ زین‌الدین خوافی، ایران‌شناخت، ۱۳۸۳.
- نوادر اوزان عروضی در شعر مهدی اخوان ثالث، برگ سبز، دفتر ششم، مشهد: ۱۳۸۴.
- زندگی‌نامه گوهر شاد خاتون، مسجد و موقوفات گوهرشاد (پدیدآورنده: مهدی سیدی)، مشهد: نشر کومه، زمستان ۱۳۸۶.
- شیوه ارجاعات درون متنی در مقالات علمی- پژوهشی، برگ سبز، دفتر دهم، مشهد: ۱۳۸۸.
- نوروز در فلات ایران، نامه خاوران، مشهد: تابستان ۱۳۸۸.